# Bourgheim
 Bourgheim (en alsacià Burige, en alemany Burgheim) és un municipi francès, situat a la regió del Gran Est, al departament del Baix Rin. L'any 2005 tenia 1.220 habitants.
Forma part del cantó d'Obernai, del districte de Sélestat-Erstein i de la Comunitat de comunes del Pays de Barr.

## Demografia
| 1962 | 1968 | 1975 | 1982 | 1990 | 1999 |
| ---- | ---- | ---- | ---- | ---- | ---- |
| 208  | 240  | 246  | 257  | 395  | 409  |

## Administració
| Període   | Identitat      | Partit |
| --------- | -------------- | ------ |
| 2001-2008 | Raymond Ledig  |        |
| 2008-     | Jacques Cornec |        |